# Ariston (General)
Ariston (altgriechisch Ἀρίστων) war ein makedonischer Reiteroffizier und Gefährte (hetairos) Alexanders des Großen im 4. vorchristlichen Jahrhundert.
Während des Asienfeldzugs führte Ariston in der Schlacht von Gaugamela 331 v. Chr. als ilarchos eine der acht Schwadronen der Hetairenreiterei an. Danach wird er nicht mehr erwähnt.
Waldemar Heckel ebenso wie Helmut Berve halten eine Identifizierung des Reiteroffiziers Ariston mit jener namensgleichen Person für möglich, welche während der Diadochenkriege (genauer während der Belagerung von Tyros 314–313 v. Chr.) die sterblichen Überreste des Krateros, die Eumenes ihm anvertraut hatte, an dessen Witwe Phila überreicht hat. Ist dies der Fall, wäre der Offizier Ariston nach Alexanders Tod 323 v. Chr. zuerst in das Gefolge des Eumenes und nach dessen Ende 316 v. Chr. in das des Antigonos Monophthalmos übergewechselt.